# Luis Ángel Firpo
Luis Ángel Firpo (Junín, 11 de outubro de 1894 - Buenos Aires, 7 de agosto de 1960) foi um pugilista argentino, que foi campeão sul-americano dos pesos-pesados e mais conhecido internacionalmente por ter desafiado o título mundial do campeão Jack Dempsey.

## Biografia
Firpo iniciou sua carreira profissional no boxe em 1917 e, logo em sua segunda luta resolveu viajar até Montevidéu, a fim de desafiar o uruguaio Angel Rodriguez, que à época era o campeão sul-americano dos meios-pesados e mantinha com um cartel de 25 vitórias e nenhuma derrota.
Apesar de ser mais avantajado do que Rodriguez, que era um meio-pesado, Firpo foi facilmente dominado pelo experiente boxeador uruguaio, que precisou de apenas um round para nocautear Firpo.
Recuperando-se de seu primeiro revés na carreira, Firpo emplacou uma sequência de seis vitória consecutivas, antes de sofrer sua segunda derrota em 1919, em uma luta contra Dave Mills valendo o título sul-americano dos pesos-pesados.
Posteriormente, uma revanche entre Firpo e Mills se sucedeu em 1920, sendo que desta vez Firpo terminou a luta com um nocaute no primeiro asalto, de modo a enfim capturar o título de campeão sul-americano dos pesados.
Alguns meses mais tarde, ainda em 1920, Firpo defendeu seu título contra Mills, em um terceiro e definitivo encontro entre esses dois lutadores. Novamente, Firpo conseguiu nocautear Mills no primeiro round e, com isso, manteve seu título.
Soberano no continente sul-americano, Firpo então decidiu tentar alçar voos mais altos e, assim sendo, em 1922, fez sua estreia nos Estados Unidos, em uma luta que ele venceu por nocaute no sétimo assalto.
Conseguindo chamar a atenção de promotores americanos, em virtude de seu tamanho e força, Firpo conseguiu uma luta contra um adversário de primeira categoria, quando em 1923, subiu ao ringue contra o respeitável Bill Brennan. Brennan havia disputado o título mundial anos antes contra Jack Dempsey, em uma luta bastante dura para o campeão. Não obstante ao respeitável histórico de seu oponente, Firpo conseguiu sair-se vitorioso ante Brennan, através de um nocaute no décimo segundo assalto do combate.
Em seguida, Firpo passou com facilidade por Jack McAuliffe II, antes de encarar o ex-campeão mundial dos pesos-pesados Jess Willard, que estava tentando retornar de sua aposentadoria. Medindo 1,89m de altura, contra os 1,99m de Willard, essa luta entre Firpo e Willard ficou conhecida a "Batalha dos Gigantes".
Um público de mais de 80 mil pessoas compareceu à arena, no intuito de assistir ao esforço de um ex-campeão mundial recuperar sua carreira, diante de um lutador que estava em franca ascensão. Iniciado o combate, um veterano Willard, de 42 anos de idade, não foi capaz de resistir ao ímpeto de Firpo, que dominou a luta de seu início até o seu final, quando Firpo nocauteou Willard no oitavo.
Depois de seu triunfo diante de Willard, Firpo conseguiu uma oportunidade de desafiar o título do campeão Jack Dempsey, o que fez dele o primeiro boxeador latino-americano da história a realizar uma luta válida por um título mundial.
Ocorrido no final de 1923, o combate entre Dempsey e Firpo durou apenas dois assaltos, porém dois assaltos recheados de muita emoção, que elevaram esta luta à condição de uma das mais incríveis disputas de título mundial da história do boxe. Tão logo foi dado o início ao combate, ambos os lutadores se colidiram no centro do ringue, quando Firpo encaixou um potente golpe que fez Dempsey ajoelhar-se no tablado. Levantando-se rapidamente, antes que o árbitro pudesse dar início à contagem, Dempsey partiu pra cima de Firpo e nocauteou-o com um único gancho de esquerda. Firpo conseguiu se levantar, porém, foi novamente nocauteado mais seis vezes por Dempsey, ao longo do  restante do primeiro assalto. Bravamente, Firpo manteve-se no combate e, quase próximo ao final do primeiro round, encurralou Dempsey nas cordas e aplicou um poderosíssimo cruzado de direita que fez Dempsey ser atirado para fora do ringue. Naquele momento, parecia que um novo campeão mundial estava para surgir, porém, Dempsey rapidamente retornou ao ringue, muito embora completamente atordoado. Com Dempsey de volta ao ringue, Firpo partiu para o ataque sentido que poderia liquidar a luta, mas Dempsey conseguiu resistir até o final do assalto de pé. No retorno para o segundo assalto, surpreendetemente, o antes combalido Dempsey nocauteou Firpo de novo, mas o argentino conseguiu se reerguer uma última vez, antes de Dempsey finalmente desferir o derradeiro nocaute desta avassaladora luta.
Após sua luta contra Dempsey, Firpo obteve três vitórias e duas derrotas em 1924, seguido por uma vitória sobre Erminio Spalla em 1926, que marcou sua primeira despedida dos ringues. Dez anos mais tarde, portanto já em 1936, Firpo retomou sua carreira, quando obteve duas vitórias contra oponentes inexpressivos, antes de acabar sendo nocauteado por Arturo Godoy, naquela que foi sua última luta na carreira.